# Bangnim-myeon
Bangnim-myeon (koreanska: 방림면, 芳林面) är en socken i kommunen Pyeongchang-gun i provinsen Gangwon i den norra delen av Sydkorea, 120 km öster om huvudstaden Seoul. 